# ゲオルゲ・アヴラメスク
ゲオルゲ・アヴラメスク（Avramescu、1888年1月26日 - 1945年）は、ルーマニアの軍人。中将。

## 略歴
ボトシャニの貧農出身。1908年、ブダペストの歩兵学校を卒業。第一次世界大戦に従軍。1920年、軍事アカデミーを卒業。
1941年、第10師団長。1941年6月、山岳軍団（第1、第2、第4山岳旅団、第7歩兵師団）長に任命され、独ソ戦に参加し、北ブコヴィンで行動し、その後、エーリッヒ・フォン・マンシュタイン将軍のドイツ第11軍の指揮下でクリミアに投入された。彼の指揮下の第1山岳歩兵師団と第18歩兵師団は、セヴァストポリの奪取の際に重要な役割を果たした。1943年10月、第3軍団長に任命。1944年2月、第6軍団長に移り、モルドバで戦った。ルーマニアの枢軸国離脱直前、1944年9月4日、第4軍司令官に任命。当時、ソ連軍はヤッソ・キシナウ作戦を行っており、ルーマニア軍は大損害を被っていた。
その後、連合軍側で軍を指揮し、ロディオン・マリノフスキー元帥の第2ウクライナ戦線の編成下において、ハンガリー、チェコスロバキアで戦った。1945年1月11日、ニコラエ・ダスカレスク将軍と交代したが、2月19日には軍司令官に復帰した。3月3日、再びダスカレスクと交代し、国防相に任命されたが、同日、親独派としてソ連のスメルシにより逮捕。
シベリアのラーゲリに送られる。抑留中に死亡。